# JX (운영체제)
JX는 자바 프로그래밍 언어를 사용하여 구현된 커널과 애플리케이션을 모두 갖춘 마이크로커널 운영 체제이다.

## 개요
JX는 확장된 자바 가상 머신(JX Core)으로 구현되어 보호 도메인 및 하드웨어 액세스와 같은 필수 기능에 대한 지원을 자바 시스템에 추가하고 JX 코어에서 실행되는 애플리케이션에 커널 기능을 제공하는 자바로 작성된 여러 구성 요소를 추가한다. 자바는 유형이 안전한 언어이기 때문에 JX는 하드웨어 메모리 보호를 사용할 필요 없이 실행 중인 애플리케이션 간에 격리를 제공할 수 있다. 언어 기반 보호로 알려진 이 기술은 JX의 시스템 호출과 프로세스 간 통신이 대부분의 컴퓨터에서 느린 작업인 주소 공간 전환을 유발하지 않는다는 것을 의미한다. JX는 제한된 범위의 공통 하드웨어 요소를 지원하는 표준 PC에서 실행된다. 에를랑겐 대학교에서 개발한 자유 소프트웨어이다.
JX의 주요 이점은 다음과 같다.
- 소규모 TCB(신뢰할 수 있는 컴퓨팅 기반) 보안 시스템 기반
- 대부분의 다른 마이크로커널 시스템에 비해 주소 공간 전환이 없는 편이다.
- 다양한 구성 가능성을 갖춘 매우 유연한 운영 체제이다.

## 같이 보기
- 자바OS